# Episodi di South Park (ventiduesima stagione)
La ventiduesima stagione della serie televisiva South Park, composta da 10 episodi, è stata trasmessa negli Stati Uniti su Comedy Central dal 26 settembre al 12 dicembre 2018.
L'edizione italiana è stata trasmessa dall'11 ottobre al 20 dicembre 2018 su Comedy Central.
Tutti gli episodi sono stati scritti e diretti da Trey Parker
| nº | Titolo originale       | Titolo italiano       | Prima TV USA      | Prima TV Italia  |
| -- | ---------------------- | --------------------- | ----------------- | ---------------- |
| 1  | Dead Kids              | Bambini morti         | 26 settembre 2018 | 11 ottobre 2018  |
| 2  | A Boy and a Priest     | Un bambino e un prete | 3 ottobre 2018    | 11 ottobre 2018  |
| 3  | The Problem with a Poo | Cacca e guai          | 10 ottobre 2018   | 18 ottobre 2018  |
| 4  | Tegridy Farms          | Crescere in-Tegridy   | 17 ottobre 2018   | 25 ottobre 2018  |
| 5  | The Scoots             | Kenny è povero        | 31 ottobre 2018   | 8 novembre 2018  |
| 6  | Time to Get Cereal     | Uomorsomaiale esiste! | 7 novembre 2018   | 15 novembre 2018 |
| 7  | Nobody Got Cereal?     | Nessuno è sincero     | 14 novembre 2018  | 22 novembre 2018 |
| 8  | Buddha Box             | Buddha Box            | 28 novembre 2018  | 6 dicembre 2018  |
| 9  | Unfulfilled            | Illogistico           | 5 dicembre 2018   | 13 dicembre 2018 |
| 10 | Bike Parade            | Bike Parade           | 12 dicembre 2018  | 20 dicembre 2018 |

## Bambini morti
- Titolo originale: Dead Kids

### Trama
La scuola elementare di South Park è protagonista di una sparatoria con delle vittime. Per fortuna l'insegnante di quarta elementare e i suoi studenti sono disinvolti quando un membro della S.W.A.T. irrompe nella classe per proteggerli, tentando di ignorare la lezione riguardante un test di matematica. Cartman fallisce il test ed è arrabbiato con Token perché ha copiato le risposte da lui, pensando che abbia inserito risposte errate intenzionalmente per fargli prendere un brutto voto. Cartman si preoccupa del fatto che Token fosse motivato da voci secondo cui Cartman non amasse il film Black Panther, il cui successo ha un significato culturale per i neri americani, ma Token dice che non ha visto quel film, spronando il paranoico Cartman a passare l'intero episodio cercando di risolvere i suoi sospetti. Alla fine, nonostante la ripetuta negazione di Token di non aver mai visto il film, Cartman conclude che Token lo abbia visto e condivide la sua opinione che il film non sia stato così bello. Dopo che Cartman e Token hanno evitato con successo i colpi di pistola durante l'ennesima sparatoria nella loro scuola, Token permette a Cartman di copiare le sue risposte nel successivo test.
Sharon Marsh è indignata non solo per via delle sparatorie a scuola, ma anche per la mancanza di disagi simili da parte degli altri cittadini, incluso suo marito Randy, che cominciano a pensare che la sua disposizione sia causata dal suo ciclo mestruale o dall'inizio della menopausa. Randy cerca di fare pace con la moglie facendo una festa dove lui balla una serenata, ma Sharon informa irosamente Randy e i loro vicini che non è in menopausa. Più tardi si scusa con Randy per il dolore e la sofferenza che hanno vissuto, ammettendo che potrebbe essere stata eccessivamente emotiva ultimamente. Dopo l'ennesima sparatoria a scuola e la notizia che Stan è una delle vittime in questa, invece di farsi prendere dal panico Sharon esibisce un atteggiamento calmo e disinvolto come quello di Randy e degli altri.
- Ascolti USA: telespettatori 1.093.000 – rating/share 18-49 anni.[9]

## Un bambino e un prete
- Titolo originale: A Boy and a Priest

### Trama
Una domenica, mentre le famiglie di South Park si riuniscono in chiesa, Stan (ancora con il braccio ingessato per le ferite riportate nell'episodio precedente) si chiede perché debba andare in chiesa ogni settimana. I suoi genitori, Randy e  Sharon, lo ammoniscono sull'importanza della chiesa e dicono che si sentono sempre meglio dopo che ci vanno. In chiesa, Padre Maxi si sforza di tenere il suo sermone tra le continue interruzioni da parte dei membri della congregazione che fanno battute a proposito dei casi di abuso sessuale all'interno della Chiesa cattolica. Butters tenta di consolare Maxi riguardo al fatto di essere oggetto di scherno a scuola, dicendogli che adesso gode anche di una maggiore popolarità. Incoraggiandolo a non dare ai suoi tormentatori la soddisfazione di rannicchiarsi per la vergogna, Butters invita Maxi a casa sua per passare una serata coi giochi da tavolo insieme ai suoi amici, tuttavia Randy trova ridicolo vedere un prete seduto a fianco a cinque ragazzi e decide di fotografarli per pubblicare la foto sui social media. Maxi se ne va imbarazzato e Butters, dopo averlo seguito, gli dice di non lasciarsi scoraggiare dalla crudeltà degli altri e di essere semplicemente se stesso.
Di conseguenza, Maxi passa più tempo a socializzare con Butters, al punto che i fedeli trovano le porte della chiesa chiuse la domenica successiva. Quando il Signor Mackey avvisa un'arcidiocesi di Denver che "un altro" sacerdote è scomparso dalla sua parrocchia, la diocesi invia una squadra di pulizia dell'ordine ufficiale della chiesa per pulire a fondo la chiesa di South Park, la casa di Stan e qualsiasi altro luogo in cui Padre Maxi sia stato, al fine di eliminare le tracce di molestie sui minori, in particolare tracce di sperma. Alla festa di compleanno di Clyde in una pista di pattinaggio, Butters porta Maxi, con grande rabbia di Clyde, che non voleva alcun prete alla sua festa. Un Maxi demoralizzato se ne va con Butters e più tardi gli confessa che qualche tempo prima  aveva appreso del problema degli abusi sessuali della Chiesa cattolica. La squadra di pulizia arriva nella pista di pattinaggio per continuare il suo compito e vede Maxi insieme a Butters. Più tardi si scopre che la squadra di pulizia ha rapito Stan e Clyde e dopo aver rintracciato Butters, anche lui.
La squadra di pulizia porta i tre ragazzi nel bosco, dove hanno schierato un rifacimento della macchina leviga ghiaccio Zamboni modificato per ripulire lo sperma. Padre Maxi li rintraccia e si confronta con la squadra di pulizia, dicendo loro di fare tutto ciò che vogliono, ma di risparmiare i bambini. Sorpreso, il vescovo responsabile di tutto ciò dice che non sono lì per ucciderlo, ma per coprire i suoi crimini e trasferirlo alle Maldive, proprio come successo con gli altri preti della chiesa accusati di molestie su minori. Padre Maxi usa la macchina leviga ghiaccio per investire a morte i tre membri della squadra di pulizia. Il prete riprende la sua posizione nella chiesa di South Park, pronunciando i suoi sermoni nonostante le continue battute a spese della Chiesa.

## Cacca e guai
- Titolo originale: The Problem with a Poo

### Trama
Ad una riunione del consiglio della città di South Park, Mr. Hankey viene informato dal sindaco che il budget del suo spettacolo natalizio è stato dimezzato, a causa della sua natura scatologica. Dopo essersi sfogato sugli studenti della scuola elementare di South Park e aver pubblicato una serie di tweet politicamente scorretti, il Consiglio Comunale decide di licenziarlo. Incapace di trovare un avvocato per accettare il suo caso, arruola Kyle, dal momento che il padre di Kyle è un avvocato. Durante un'audizione pubblica, un maggior scrutinio è stato posto sui tweet offensivi pubblicati da lui, che tenterà di minimizzare come tentativi falliti di umorismo a causa del suo costante utilizzo di Zolpidem. Sostiene inoltre che la preparazione del suo prossimo spettacolo natalizio è più importante che concentrarsi su tali indiscrezioni.
La vicepreside Donna Forte, che nel frattempo è rimasta incinta del Preside PC, gli dice che la loro relazione è stata un errore e che desidera rompere con lui. Il Preside PC accetta a malincuore e i due organizzano un'assemblea scolastica sulla fecondazione in vitro per evitare speculazioni sul fatto che Donna Forte sia rimasta incinta attraverso un rapporto sessuale. Donna Forte dà alla luce cinque gemelli che risultano essere estremamente politicamente corretti (PC) e che hanno una forte somiglianza con il Preside PC, ma lei rifiuta di riconoscerli come figli del Preside PC. Il Preside PC, non essendo in grado di stare lontano dai suoi figli, propone di dire agli altri che è la tata dei bambini
Mr. Hankey e Kyle tentano di esibirsi in un musical nel parco, ma quando l'umorismo politicamente scorretto di Hankey offende i bambini del Preside PC e Donna Forte, questi iniziano a piangere. La loro angoscia continua anche dopo che Mr. Hankey ha finito di parlare, poiché gli viene spiegato che a volte i bambini PC non sanno effettivamente il motivo per cui stanno piangendo. A causa di ciò, Mr. Hankey si arrabbia di nuovo con i cittadini e quando Kyle cerca di fermarlo, ne consegue un alterco che porta alla distruzione del loro palcoscenico. La gente di South Park decide di interrompere tutti i rapporti con Mr. Hankey e di bandirlo dalla città, portando alla fine la lunga associazione natalizia tra lui e la città. Essendo stato esiliato da South Park, Mr. Hankey se ne va alla ricerca di un posto che accetti un personaggio discutibile e razzista come lui. Arriva nella città immaginaria di Springfield, l'ambientazione della nota serie animata I Simpson, in cui i personaggi nativi di questo programma, tra cui Apu Nahasapeemapetilon, lo accolgono a braccia aperte. Alla fine dell'episodio compare un tag che dice "#cancelthesimpsons".
- Ascolti USA: telespettatori 966.000 – rating/share 18-49 anni.[10]

## Crescere in-Tegridy
- Titolo originale: Tegridy Farms

### Trama
A scuola, Butters comincia a vendere sigarette elettroniche e tutti i tipi di liquidi al gusto di frutta. Nel frattempo, Randy decide di portare la famiglia in una località agricola. 
- Ascolti USA: telespettatori 705.000 – rating/share 18-49 anni.[11]

## Kenny è povero
- Titolo originale: The Scoots

### Trama
Quando degli scooter motorizzati compaiono in tutta la città, i ragazzi vogliono usarli a loro vantaggio per ottenere più caramelle possibili nella notte di Halloween, ma la città va nel panico quando si rende conto di quante caramelle avranno bisogno per accontentare i bambini. Kenny, nel frattempo, viene emarginato dai suoi amici perché è povero e quindi sprovvisto di uno smartphone, indispensabile per poter utilizzare uno scooter. Con l'aiuto del Signor Mackey, che vede in tutti quegli scooter un pericolo per la città di South Park, riuscirà a risolvere la faccenda, e appena in tempo prima che i bambini provochino disastri alla fattoria di Randy Marsh.
- Ascolti USA: telespettatori 842.000 – rating/share 18-49 anni.[12]

## Uomorsomaiale esiste!
- Titolo originale: Time to Get Cereal

### Trama
Quando dei civili morti iniziano a spuntare in tutta la città di South Park, i ragazzi si rendono conto che hanno bisogno dell'aiuto di Al Gore. I ragazzi sono disposti a fare qualsiasi cosa per salvare la città e loro stessi, ma potrebbe essere troppo tardi.
- Ascolti USA: telespettatori 826.000 – rating/share 18-49 anni.[13]

## Nessuno è sincero
- Titolo originale: Nobody Got Cereal?

### Trama
I ragazzi scappano di prigione e sono in fuga dalla polizia e da Uomorsomaiale. Satana sale per aiutare i ragazzi e il resto dei cittadini di South Park.
- Ascolti USA: telespettatori 824.000 – rating/share 18-49 anni.[14]

## Buddha Box

### Trama
La tranquillità sembra essere tornata a South Park, ma intanto Cartman inizia a usare il "Buddha Box", un oggetto utilizzabile per il telefono.

## Illogistico
- Titolo originale: Unfulfilled

### Trama
A South Park apre un centro Illogistico di Amazon il quale dà lavoro a tante persone, ma dopo un incidente i lavoratori iniziano a scioperare.
- Guest star: Casey Nicholaw (Larry Zewiski)

## Bike Parade
- Titolo originale: Bike Parade

### Trama
I lavoratori di Amazon continuano a scioperare ed a entrare in scena c'è Jeff Bezos. Intanto I ragazzi vorrebbero partecipare alla parata di bici. L'episodio finisce con i ragazzi che partecipano alla parata. In più si vedrà pure il Presidente Garrison che dopo gli eventi dell'ultima stagione alla fine è stato arrestato.
- Guest star: Casey Nicholaw (Larry Zewiski)